# Вишгородський район (1973—2020)
Ви́шгородський райо́н  — колишній район України на півночі Київської області. Район було утворено 12 квітня 1973 року з центром у місті Вишгород. До складу району увійшли землі Києво-Святошинського та Іванківського районів Київської області.
Населення — 75 135 осіб (на 1 січня 2019), площа — 1184,4 тис. га., з них 16,8 тис. га — займають ліси.
Основні річки — Дніпро (Київське водосховище), Десна та Ірпінь (обидві — при впадінні у Дніпро).
17 липня 2020 року було укрупнено внаслідок адміністративно-територіальної реформи

## Географія

### Річки
- Дніпро (Київське водосховище), Десна та Ірпінь (обидві — при впадінні у Дніпро), Жидок.

## Адміністративний устрій
Адміністративно-територіально район поділяється на 2 міські ради, 1 селищну раду та 28 сільських рад, які об'єднують 57 населених пунктів і підпорядковані Вишгородській районній раді. Адміністративний центр — місто Вишгород.
1994 року з обліку знято село Трость.

## Населення
Розподіл населення за віком та статтю (2001):
| Стать | Всього | До 15 років | 15-24 | 25-44  | 45-64 | 65-85 | Понад 85 |
| --- | ------ | ----------- | ----- | ------ | ----- | ----- | -------- |
| Чоловіки | 33 374 | 5904        | 5232  | 10 435 | 8254  | 3419  | 130      |
| Жінки | 39 215 | 5764        | 5144  | 10 838 | 9896  | 6912  | 661      |
| \| Статево-вікова піраміда \| Статево-вікова піраміда \| Статево-вікова піраміда \| \| ----------------------- \| ----------------------- \| ----------------------- \| \| Чоловіки \| Вік \| Жінки \| \| 130 \| 85 + \| 661 \| \| 236 \| 80-84 \| 831 \| \| 730 \| 75-79 \| 1876 \| \| 1136 \| 70-74 \| 2145 \| \| 1317 \| 65-69 \| 2060 \| \| 2323 \| 60-64 \| 3102 \| \| 1287 \| 55-59 \| 1721 \| \| 2127 \| 50-54 \| 2405 \| \| 2517 \| 45-49 \| 2668 \| \| 2917 \| 40-44 \| 3119 \| \| 2741 \| 35-39 \| 2899 \| \| 2310 \| 30-34 \| 2384 \| \| 2467 \| 25-29 \| 2436 \| \| 2488 \| 20-24 \| 2397 \| \| 2744 \| 15-20 \| 2747 \| \| 2636 \| 10-14 \| 2640 \| \| 1843 \| 5-9 \| 1820 \| \| 1425 \| 0-4 \| 1304 \| |        |             |       |        |       |       |          |
| Статево-вікова піраміда |        |             |       |        |       |       |          |
| Чоловіки | Вік    | Жінки       |       |        |       |       |          |
| 130 | 85 +   | 661         |       |        |       |       |          |
| 236 | 80-84  | 831         |       |        |       |       |          |
| 730 | 75-79  | 1876        |       |        |       |       |          |
| 1136 | 70-74  | 2145        |       |        |       |       |          |
| 1317 | 65-69  | 2060        |       |        |       |       |          |
| 2323 | 60-64  | 3102        |       |        |       |       |          |
| 1287 | 55-59  | 1721        |       |        |       |       |          |
| 2127 | 50-54  | 2405        |       |        |       |       |          |
| 2517 | 45-49  | 2668        |       |        |       |       |          |
| 2917 | 40-44  | 3119        |       |        |       |       |          |
| 2741 | 35-39  | 2899        |       |        |       |       |          |
| 2310 | 30-34  | 2384        |       |        |       |       |          |
| 2467 | 25-29  | 2436        |       |        |       |       |          |
| 2488 | 20-24  | 2397        |       |        |       |       |          |
| 2744 | 15-20  | 2747        |       |        |       |       |          |
| 2636 | 10-14  | 2640        |       |        |       |       |          |
| 1843 | 5-9    | 1820        |       |        |       |       |          |
| 1425 | 0-4    | 1304        |       |        |       |       |          |

Національний склад населення за даними перепису 2001 року:
| Національність | Кількість осіб | Відсоток |
| -------------- | -------------- | -------- |
| українці       | 66741          | 91,94 %  |
| росіяни        | 4869           | 6,71 %   |
| білоруси       | 424            | 0,58 %   |
| вірмени        | 97             | 0,13 %   |
| поляки         | 86             | 0,12 %   |
| інші           | 372            | 0,51 %   |

Мовний склад населення за даними перепису 2001 року:
| Мова       | Кількість осіб | Відсоток |
| ---------- | -------------- | -------- |
| українська | 65536          | 90,28 %  |
| російська  | 6711           | 9,25 %   |
| білоруська | 151            | 0,21 %   |
| вірменська | 62             | 0,09 %   |
| молдовська | 18             | 0,02 %   |
| інші       | 111            | 0,15 %   |

Населення — 72 822 особи (на 1 жовтня 2013).

## Історія
Утворений 12 квітня 1973 з центром у місті Вишгород у Київській області в складі міста Вишгорода, Димерської селищної Ради, Абрамівської, Богданівської, Вищедубечанської, Гаврилівської, Демидівської, Жукинської, Катюжанської, Козаровицької, Лебедівської, Литвинівської, Лютізької, Нижчедубечанської, Новопетрівської, Новосілківської, Пірнівської, Синяківської, Старопетрівської, Сувидської, Сухолучанської, Толокунської, Хотянівської та Ясногородської селищних рад Києво-Святошинського району; Вахівської, Любимівської, Ровівської та Руднє-Димерської сільрад Іванківського району.

## Політика
25 травня 2014 року відбулися Президентські вибори України. У межах Вишгородського району було створено 58 виборчих дільниць. Явка на виборах складала — 69,30 % (проголосували 43 104 із 62 195 виборців). Найбільшу кількість голосів отримав Петро Порошенко — 65,95 % (28 426 виборців); Юлія Тимошенко — 10,80 % (4 656 виборців), Олег Ляшко — 8,36 % (3 604 виборців), Анатолій Гриценко — 4,98 % (2 146 виборців). Решта кандидатів набрали меншу кількість голосів. Кількість недійсних або зіпсованих бюлетенів — 0,82 %.